# Тисавашвари
Тисавашвари (мађ. Tiszavasvári) град је у североисточној Мађарској. Тисавашвари је значајан град у оквиру жупаније Саболч-Сатмар-Берег.
Град је имао 12.833 становника према подацима из 2010. године.

## Географија
Град Тисавашвари се налази у крајње североисточном делу Мађарске. Од престонице Будимпеште град је удаљен 210 километара источно. Од обласног средишта, града Њиређхазе, Тисавашвари је удаљен 28 километара западно.
Тисавашвари се налази у крајње североисточном делу Панонске низије, близу десне обале Тисе. Надморска висина града је 94 метра. Око града је равничарско подручје.

## Становништво
По процени из 2017. у граду је живело 12683 становника.
| 1990.  | 2001.  | 2011.  | 2017.  |
| ------ | ------ | ------ | ------ |
| 13.349 | 13.456 | 12.848 | 12.683 |

## Галерија
- Дворац у Тисавашварију
- Градски парк
- Нови део Тисавашварија